# رأفت علی
رأفت علی (عربی: رأفت علي جبر؛ زادهٔ ۲۰ مهٔ ۱۹۷۵) بازیکن سابق و مربی فوتبال اهل اردن است.
از باشگاه‌هایی که در آن بازی کرده است می‌توان به باشگاه ورزشی الکویت و باشگاه ورزشی الوحدات اشاره کرد.
وی همچنین در تیم ملی فوتبال اردن بازی کرده است.